# Мокша (река)
Мо̀кша е река в Европейска Русия десен приток на Ока от басейна на Волга. Дължината ѝ е 656 km, която ѝ отрежда 110-о място по дължина сред реките на Русия.
Река Мокша води началото си от северозападната част на Приволжкото възвишение на 252 m н.в., северно от село Липяги, Мокшански район на Пензенска област. Първите 6 km течението на реката е непостоянно, а след село Виглядовка, Мокшански район на Пензенска област става постоянно. Горното течение на реката преминава през хълмистите райони на северозападната част на Приволжкото възвишение, като тук долината ѝ е сравнително тясна и с по-стръмни брегове. След град Краснослободск, Република Мордовия Мокша напуска последните хълмисти райони на Приволжкото възвишение и навлиза в североизточната част на Окско-Донската равнина. Тук долината ѝ значително се разширява, а бреговете ѝ са неясно очертани. Чрез множество меандри и големи завои в различни посоки се влива отдясно в река Ока, при нейния 350 km, на 79 m н.в., на 8 km западно от село Нарма, Пителински район на Рязанска област.
Водосборният басейн на Мокша обхваща площ от 51 000 km2, което представлява 20,82% от водосборния басейн на река Ока. Във водосборния басейн на реката попадат части от териториите на Република Мордовия, Нижегородска, Пензенска, Рязанска и Тамбовска области.
Границите на водосборния басейн на реката са следните:
- на север – водосборния басейн на река Тьоша и други по-малки десни притоци на река Ока;
- на изток – водосборния басейн на река, Сура, десен приток на Волга;
- на юг и югозапад – водосборния басейн на река Дон;
- на запад – водосборния басейн на река Пара и други по-малки десни притоци на река Ока.

Река Мокша получава 50 притока с дължина над 20 km, като 5 от тях са дължина над 100 km. По-долу са изброени всичките тези реки, за които е показано на кой километър по течението на реката се вливат, дали са леви (→) или (←), тяхната дължина, площта на водосборния им басейн (в km2) и мястото където се вливат.
- 540 → Атмис 114 / 2430, при село Кривозере, Пензенска област
- 437 ← Иса 149 / 23 500, на 5 km северно от село Кочелаево, Република Мордовия
- 338 ← Сивин 124 / 1830, на 5 km северно от град Краснослободск, Република Мордовия
- 105 → Вад 222 / 6500, на 4 km южно от посьолок Кадом, Рязанска област
- 51 → Цна 451 / 21 500, при село Усте, Рязанска област

Подхранването на Мокша е смесено, като преобладава снежното. Среден годишен отток на 72 km от устието – 95 m3/s, минимален 8,5 m3/s, максимален 2 360 m3/s. Пълноводието на реката е през април в горното течение, а долното – през април и май. Замръзва през ноември или началото на декември, а се размразява през април. През 1950-те години по средното течение на реката са изградени няколко малки хидровъзела, които значетилно урегулират оттока на Мокша.
По течинето на реката са разположени множество населени места, в т.ч. 5 града:
- Пензенска област – посьолок Мокшан и село Наровчат (районен център);
- Република Мордовия – Ковилкино, Краснослободск и Темников, село Тенгушево (районен център);
- Рязанска област – посьолок Кадом;

При пълноводие Мокша е плавателна до село Нароватово в Република Мордовия, на 156 km от устието ѝ, но от 1990-те години корабоплаването е прекратено